# 2. slovenská národní fotbalová liga
2. slovenská národní fotbalová liga, zkráceně 2. SNFL, byla v letech 1981 – 1993 druhá nejvyšší fotbalová soutěž na území Slovenské socialistické republiky. Byla založena v roce 1981, zanikla v roce 1993 při rozpadu Československa.

## Přehled vítězů
Zdroj: 
- 1981/82 – Jednota Trenčín (sk. A) a Zemplín Vihorlat Michalovce (sk. B)
- 1982/83 – Gumárne 1. mája Púchov (sk. A) a Tesla Stropkov (sk. B)
- 1983/84 – ZVL Považská Bystrica (sk. A) a LB Spišská Nová Ves (sk. B)
- 1984/85 – Agro Hurbanovo (sk. A) a Tesla Stropkov (sk. B)
- 1985/86 – ČH Bratislava (sk. A) a ZZO Čadca (sk. B)
- 1986/87 – Spoje Bratislava-Podunajské Biskupice (sk. A) a Zemplín Vihorlat Michalovce (sk. B)
- 1987/88 – Slovan Duslo Šaľa (sk. A) a Magnezit Jelšava (sk. B)
- 1988/89 – Montostroj Senec (sk. A) a Lokomotíva Košice (sk. B)
- 1989/90 – ČH Bratislava (sk. A) a Tesla Agro Stropkov (sk. B)
- 1990/91 – Baník Prievidza (sk. A) a VSŽ Košice (sk. B)
- 1991/92 – Tesla Vráble (sk. A) a Slavoj Poľnohospodár Trebišov (sk. B)
- 1992/93 – ŠM Gabčíkovo (sk. A) a Partizán Bardejov (sk. B)